# 1984
1984 (MCMLXXXIV) byl rok, který dle gregoriánského kalendáře započal nedělí.

## Události
Automatický abecedně řazený seznam viz Kategorie:Události roku 1984

### Československo
- 31. ledna – V pražském IKEMu lékaři provedli první úspěšnou transplantaci srdce ve východní Evropě.[1]
- 16. dubna – Liberec dosáhl počtu 100 000 obyvatel, a stal se tak 8. velkoměstem ČSSR.
- 12. května – V Praze zasedal Československý olympijský výbor. Vzhledem k údajným bezpečnostním hrozbám pro účastníky srpnových XXIII. LOH v Los Angeles ze států Varšavské smlouvy bylo jednomyslně rozhodnuto na ně nevyslat československé olympioniky. Ke shodnému rozhodnutí přistoupila také olympijská družstva ostatních členských států tohoto paktu s výjimkou Rumunska. Skutečným důvodem bojkotu LOH byla zřejmě odplata za americký bojkot předchozí letní olympiády v Moskvě v roce 1980. V médiích byly šířeny informace ohledně štvavých a značně agresivních amerických kampaní proti socialistickým zemím. S emotivním projevem, který však schvaloval postoj čs. olympijského výboru, vystoupila v televizních novinách koulařka Helena Fibingerová.[2]
- 28. května – V areálu chemičky Synthesia v Pardubicích došlo k výbuchu skladu střelného prachu, který usmrtil 5 pracovníků závodu a dalších 200 osob zranil. Tlaková vlna způsobila materiální škody v širokém okolí. Nejvíce poškozeny byly budovy v přilehlé obci Rybitví a na přilehlých sídlištích Pardubic (poškozené střechy a praskliny ve zdech), vysklená okna však byla zaznamenána i v Hradci Králové a v Chrudimi.[3][4]
- 2. června – V Mostě bylo pro veřejnost otevřeno Planetárium Most.
- 11.–12. června – V pražském Paláci kultury se konala celostátní konference učitelů. Hlavním tématem bylo důraznější prosazování cílů „socialistické školy“. Zároveň byl kladen důraz na vyšší uplatňování praktické výuky, zejm. v technických oborech.[5]
- 14. června – Na sídlišti v Třinci–Lyžbicích v okrese Frýdek-Místek došlo k výbuchu plynu, který unikal z porušené přípojky do panelového domu. Exploze dům zcela zdemolovala a vyžádala si 12 mrtvých a 9 zraněných. V roce 2010 se objevilo svědectví bývalého spolupracovníka StB Karla Muroně, podle něhož se jednalo o akci zinscenovanou StB, z jejíž organizace měl být dle plánů rozvědky obviněn Václav Havel. Svědkové událostí však tuto variantu odmítají jako zcela nepravděpodobnou.[6]
- 23. června – Do Prahy dorazila poslední dvacítka mužů ze skupiny postupně propouštěných 66 československých občanů, která byla zajata v Angole 12. března 1983 při přepadení komplexu celulózky ve městě Alto Catumbela teroristy z angolského protivládního hnutí UNITA pod vedením Jonase Savimbiho[7]
- 9. července – Při železniční nehodě v Úvalech u Prahy zemřeli dva lidé a dalších osm bylo těžce zraněno.
- 5.–14. září – Ve vojenských prostorech ČSSR se konalo spojenecké vojenské cvičení armád států Varšavské smlouvy Štít 84. Zúčastnili se ho příslušníci československé, sovětské, maďarské, polské, rumunské a bulharské armády.
- 11. října – Ve Stockholmu byla udělena Nobelova cena za literaturu pro rok 1984 národnímu umělci, básníku Jaroslavu Seifertovi. Vzhledem ke špatnému zdravotnímu stavu si básník ocenění nemohl převzít osobně.[8][9]
- 12. října – Do užívání byl motoristům odevzdán první úsek dálnice D11 z Prahy do Bříství. V Praze byla dálnice zaústěna u Horních Počernic do budovaného městského okruhu.[10]
- 30. října – V pražské zoo se narodil samec hrocha obojživelného Slávek.
- 1. listopadu – Chovanka Ústavu sociální péče v Měděnci na Chomutovsku Eva Kováčová úmyslně založila v objektu požár, který se velmi rychle rozšířil a zasáhl celý dům, který byl z velké části obložen dřevem. Kvůli z úsporných důvodů zamčeným telefonním přístrojům se podařilo pomoc přivolat až se značným zpožděním, jednotky požárníků navíc neměly potřebné vybavení k uhašení tak rozsáhlého požáru. V objektu uhořelo celkem 26 chovanek, převážně těžce mentálně i fyzicky postižených.[11] Motivem k založení požáru byla pro pachatelku zoufalost z poměrů v ústavu, kam ji Okresní národní výbor v Chomutově umístil administrativní chybou poté, co byla týrána a znásilněna svým otcem. Dle vyjádření jedné z vychovatelek sama pachatelka pomáhala při zachraňování postižených děvčat z hořícího objektu. Vysvobození zranění byli postupně převáženi do nemocnice ve Vejprtech.[12] Eva Kováčová byla za žhářství odsouzena na 5 let odnětí svobody nepodmíněně, trest jí byl za napadení dozorců prodloužen, propuštěna byla až na základě amnestie Václava Havla v roce 1993.[13] Přestože o případu informovaly i zahraniční sdělovací prostředky, Rudé právo vydalo až 6 dní po požáru velmi stručnou zprávu o neštěstí v rubrice černá kronika. Tragický případ získal publicitu až po sametové revoluci – novinář Josef Klíma mu věnoval jednu z kapitol své knihy reportáží Brutalita z roku 1990, režisér Filip Renč natočil v roce 1991 na motivy příběhu oceňovaný film Requiem pro panenku v hlavní roli s Aňou Geislerovou.
- 3. listopadu – otevření stanic metra C – Fučíkova (dnes Nádraží Holešovice) a Vltavská
- 9. listopadu – Šestadvacetiletý recidivista unesl autobus s 30 cestujícími na pravidelné lince ČSAD Dačice – Plzeň a pokusil se pod pohrůžkou použití zbraně a náloží na hraničním přechodu Strážný na Prachaticku o násilný přejezd státní hranice do NSR. Vyjednávání s únoscem probíhalo několik hodin, příslušníkům Pohraniční stráže a Sboru národní bezpečnosti se nakonec podařilo teroristu odzbrojit a zajistit. Nikdo nebyl zraněn.[14]
- 20. listopadu – Ve Valašském Meziříčí v okrese Vsetín byl slavnostně zahájen provoz nové tovární haly na výrobu barevných televizních obrazovek. Závod n. p. Tesla Rožnov byl vybudován nákladem 2,5 mld. Kčs.[15]
- 23. listopadu – V areálu n. p. Mesit v Uherském Hradišti se na počátku odpolední směny zřítila část výrobní haly. Na místě zahynulo 17 osob, další oběť podlehla svým zraněním v nemocnici. Příčinou zřícení budovy byl havarijní technický stav cementobetonové konstrukce.

### Svět
- 1. ledna – Brunej vyhlásila nezávislost na Spojeném království.
- 8. ledna – Brunej vstoupila do Sdružení národů jihovýchodní Asie (ASEAN)
- 10. ledna – USA a Vatikán zahájily plnohodnotné diplomatické styky.
- 24. ledna – Na trh byly uvedeny první počítače Macintosh.
- 13. února – Konstantin Černěnko nahradil Jurije Andropova ve funkci generálního tajemníka Komunistické strany Sovětského svazu.
- 8.–19. února – Zimní olympijské hry v Sarajevu.
- 13. února – Po smrti Jurije Andropova ho ve funkci generálního tajemníka ÚV KSSS střídá Konstantin Černěnko.
- 18. února – Mezi Vatikánem a Itálií byl uzavřen nový konkordát.
- 4. dubna – Ronald Reagan vyzval k mezinárodnímu zákazu používání chemických zbraní.
- 15. dubna – V Římě proběhly Světové dny mládeže.
- 8. května – SSSR oznámil, že bude bojkotovat letní olympijské hry 1984 v Los Angeles.
- 23. května – Při nehodě přečerpávací stanice u vodárny poblíž Abbeysteadu v Lacashiru zahynulo 8 lidí.
- 6. června
  - Indické jednotky dobyly Zlatý chrám v Amritsaru, nejposvátnější chrám Sikhů, a zabily odhadem 1 000 lidí.
  - Ruský programátor Alexej Pažitnov vyvinul pro sovětský počítač Electronika 60 počítačovou hru Tetris.[16]
- 30. června – V běloruském Minsku byl zahájen provoz metra.
- 1. července – Německým prezidentem se stal Richard von Weizsäcker.
- 28. července – 12. srpna – XXIII. letní olympijské hry v Los Angeles.
- 1. října – V Sovětském svazu byl zahájen provoz na železniční Bajkalsko-amurské magistrále.
- 19. října – Polský římskokatolický kněz Jerzy Popiełuszko byl unesen a umučen příslušníky komunistické tajné policie.
- 31. října – Indická premiérka Indira Gándhíová byla zavražděna.
- 4. listopadu – Byla založena americká společnost Dell
- 21. listopadu – Byla zahájena Operace Mojžíš, při níž bylo ze Súdánu do Izraele přemístěno kolem 8 000 etiopských Židů.
- 2.–3. prosince – Při havárii americké chemické továrny v indickém Bhópálu zahynulo kolem 8 000 lidí.
- 16. prosince – Michail Gorbačov jednal v Londýně s britskou premiérkou Margaret Thatcherovou.[17][18][19]
- IBM uveřejnil systém TopView, který se však stal neúspěšným a byl nahrazen DESQview.

## Vědy a umění
- Byl popsán nový druh kosatka jižní (mnozí vědci jej však označují za poddruh kosatky dravé).
- Michael Radford natočil film 1984 (Nineteen Eighty-Four) podle stejnojmenného románu George Orwella, jehož děj se v tomto roce odehrává.
- Tomáš Linka společně s Helenou Maršálkovou založil hudební skupinu Kanafas.
- V Československu měly premiéru filmy ...a zase ta Lucie!, Co je vám, doktore?, Fešák Hubert, Jak básníci přicházejí o iluze, Lucie, postrach ulice, Rozpuštěný a vypuštěný, S čerty nejsou žerty, Slunce, seno, jahody aj.
- V anketě Zlatý slavík zvítězili Karel Gott, Hana Zagorová a slovenská hudební skupina Elán.
- Byla založena Mezinárodní taneční soutěž v Paříži.
- 26. října – Premiéra amerického sci-fi filmu Terminátor v hlavní roli s Arnoldem Schwarzeneggerem.

## Nobelova cena
- Nobelova cena za fyziku – Carlo Rubbia, Simon van der Meer (Itálie, Nizozemsko; za přínos k objevení částic W a Z)
- Nobelova cena za chemii – Robert Bruce Merrifield (USA; objev metodologie chemické syntézy v pevné fázi)
- Nobelova cena za fyziologii a lékařství – Niels Kaj Jerne, Georges Köhler, César Milstein (Dánsko, Německo, Argentina/Spojené království; výzkum imunitního systému)
- Nobelova cena za literaturu – Jaroslav Seifert (Československo)
- Nobelova cena za mír – biskup Desmond Tutu (JAR)
- Nobelova pamětní cena za ekonomii – Richard Stone (Spojené království; vývoj systémů národních účtů a empirická ekonomická analýza)

## Narození
Automatický abecedně řazený seznam existujících biografií viz Kategorie:Narození v roce 1984

### Česko

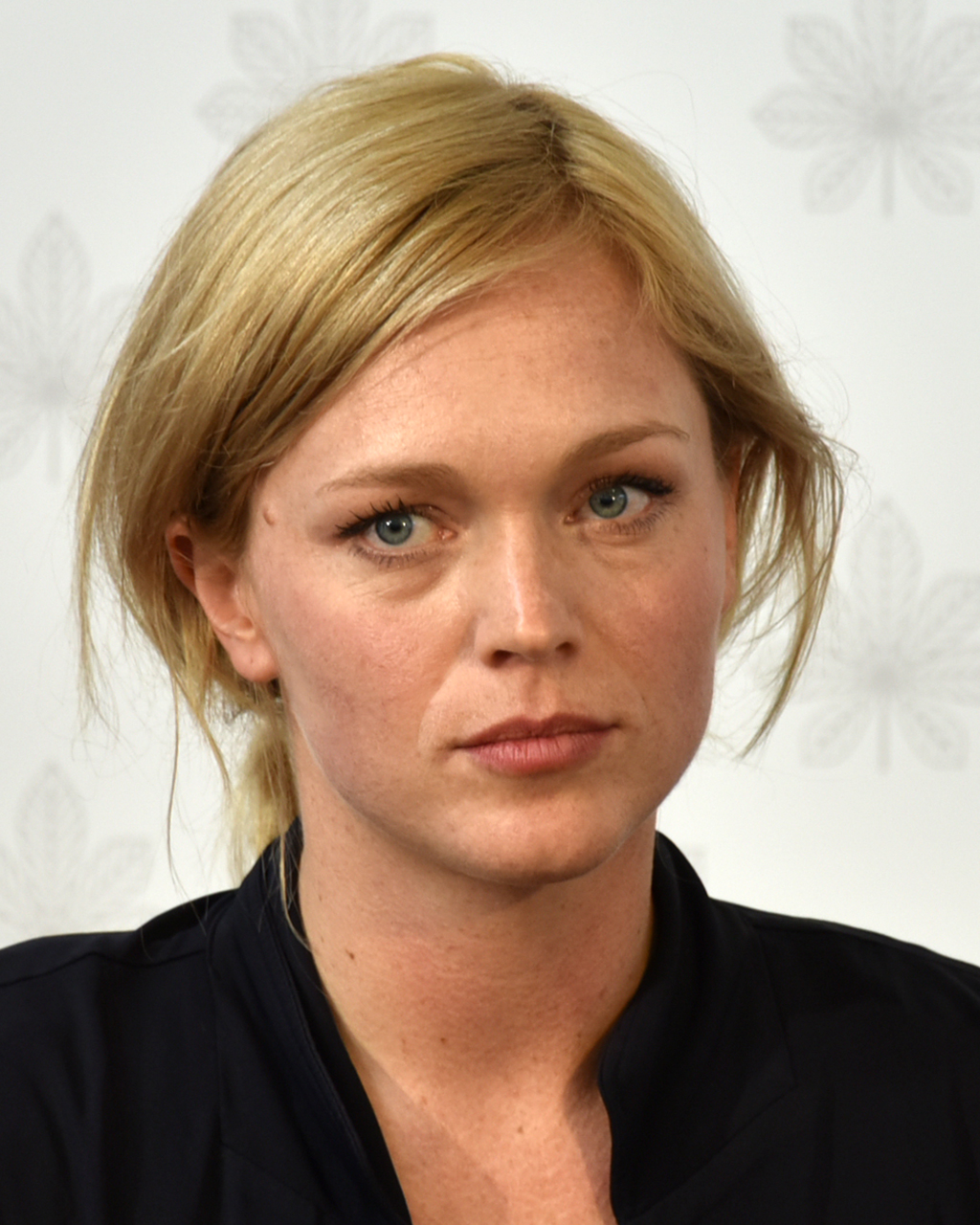
Ester Geislerová (* 5. března)

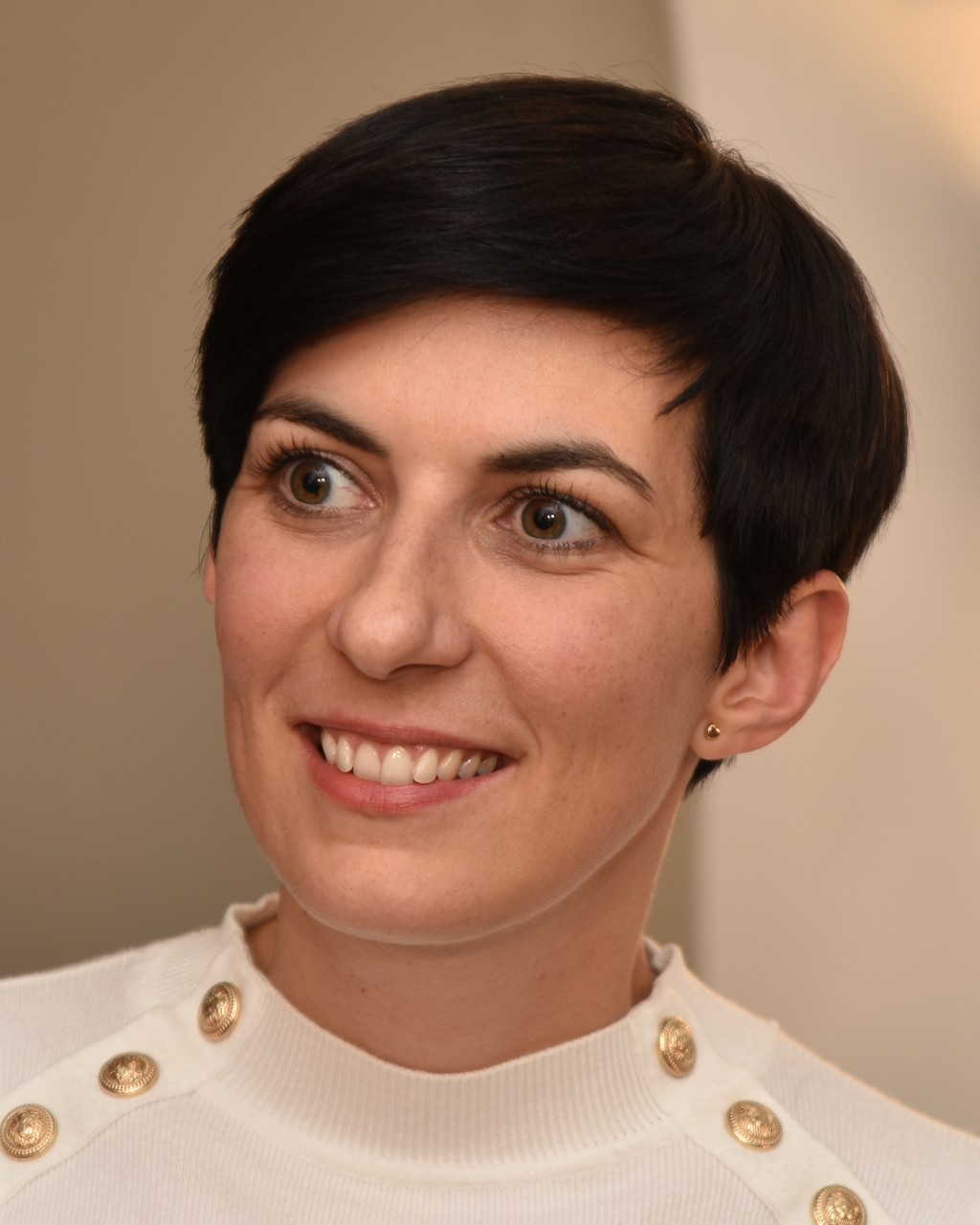
Markéta Pekarová Adamová (* 2. října)

- 04. ledna – Jiří Hudler, lední hokejista
- 27. února – Tommy Wheeler, hudebník
- 28. února – Karolína Kurková, supermodelka
- 05. března – Ester Geislerová, herečka
- 15. března – Jana Birgusová, herečka
- 16. března – Tomáš Fleischmann, hokejový útočník
- 28. března – Petr Kolečko, dramatik a scenárista
- 08. dubna – Alžběta Bublanová, spisovatelka a recenzentka
- 15. dubna – Miloslav König, herec
- 18. dubna – Ondřej Němec, hokejový obránce
- 02. května – Antonín Milata, hudební manažer a podnikatel
- 05. června – Jakub Klepiš, hokejový útočník
- 09. června – Ondřej Moravec, biatlonista
- 12. června – Michal Barinka, hokejový obránce
- 15. června – Eva Hrdinová, tenistka
- 27. června – Andy Budka, baskytarista
- 07. července
  - Tomáš Magnusek, herec
  - Igor Orozovič, herec
- 06. srpna – Tomáš Drahoňovský, moderátor a novinář
- 14. srpna – Eva Birnerová, tenistka
- 15. srpna – Martina Bešíková, modelka
- 23. srpna – Štěpán Benoni, herec
- 30. srpna – Pavel Samiec, akordeonista a hudební skladatel
- 31. srpna – Ondřej Knotek, politik
- 02. září – Jaroslav Bába, atlet, skokan do výšky
- 04. září – Lucie Křížková, modelka a moderátorka
- 14. září – Michal Lieberzeit, operní pěvec, režisér a herec
- 02. října – Markéta Pekarová Adamová, předsedkyně Poslanecké sněmovny
- 12. října – Radim Hruška, lední hokejista
- 18. října – Ctirad Ovčačík, lední hokejista
- 11. listopadu – Eliška Staňková, atletka, diskařka
- 21. listopadu – Hana Baroňová, herečka
- 24. listopadu – Zuzana Bergrová, atletka, běžkyně
- 07. prosince
  - Milan Michálek, lední hokejista
  - Jan Bárta, silniční cyklista
- 13. prosince – Michal Kadlec, fotbalista
- 19. prosince – Michaela Ochotská, herečka a moderátorka
- neznámé datum
  - Ondřej Preuss, právník
  - Andrea Vatulíková, básnířka a spisovatelka

### Svět
- 01. ledna

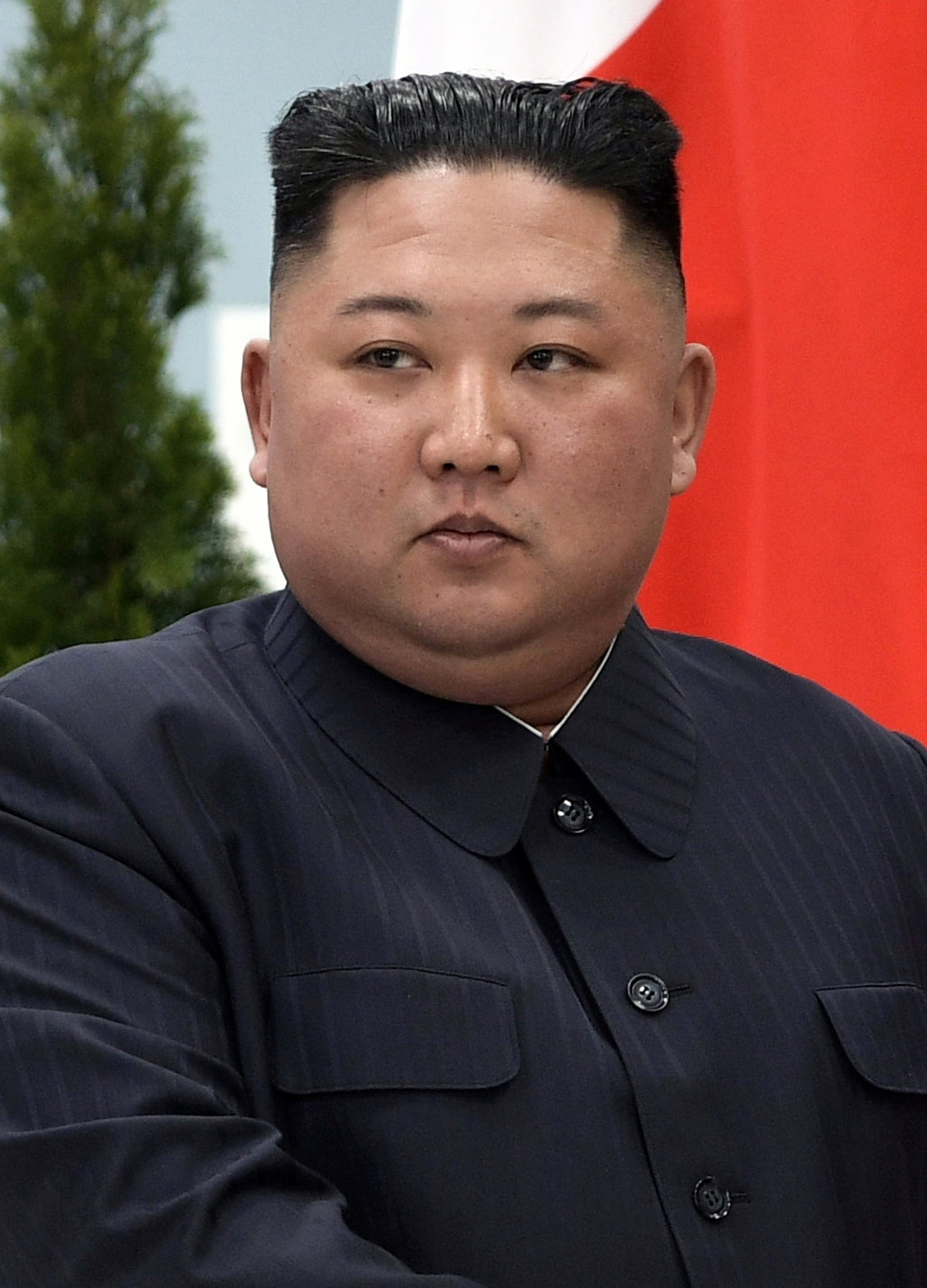
Kim Čong-un (* 8. ledna)

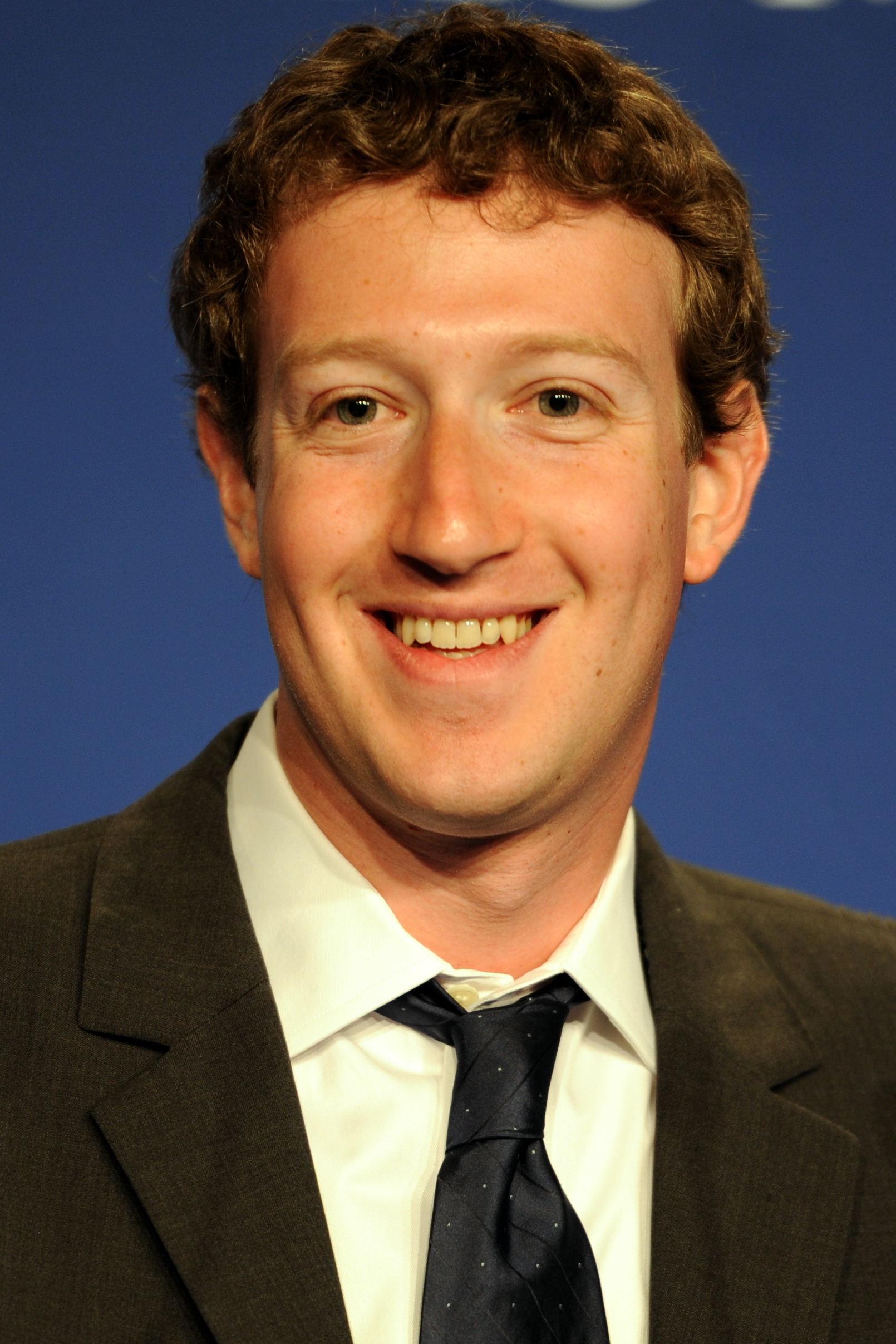
Mark Zuckerberg (* 14. května)

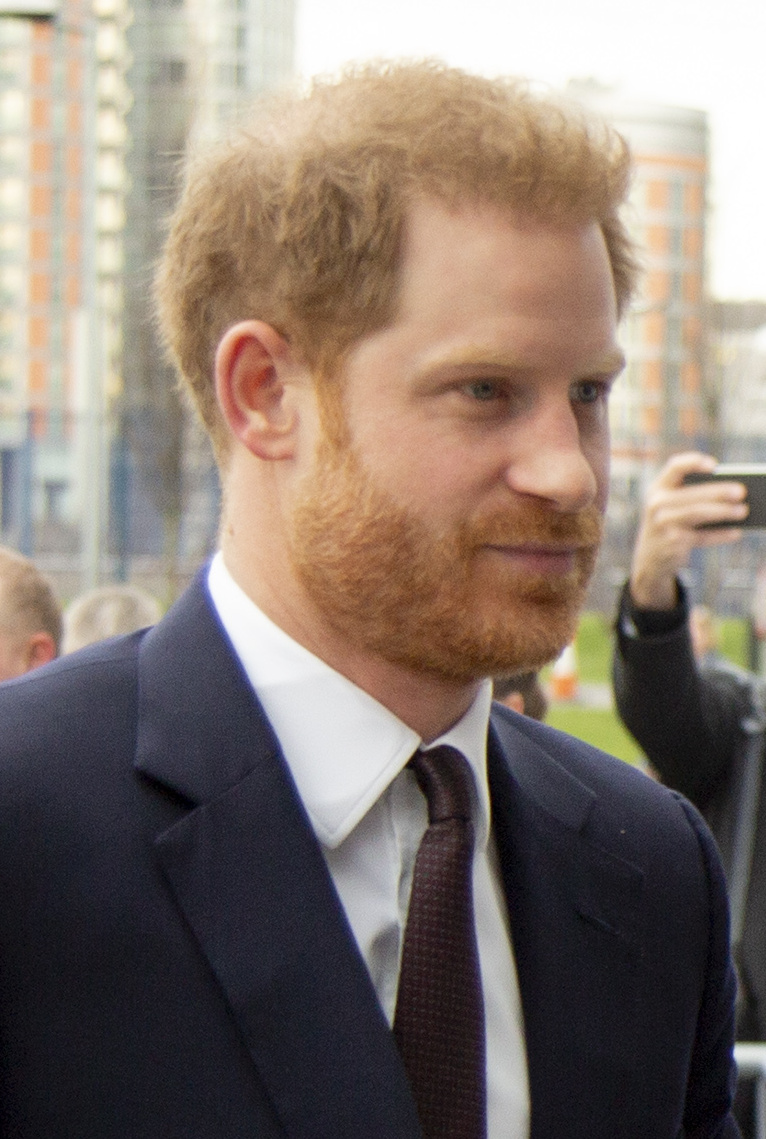
Princ Harry (* 15. září)

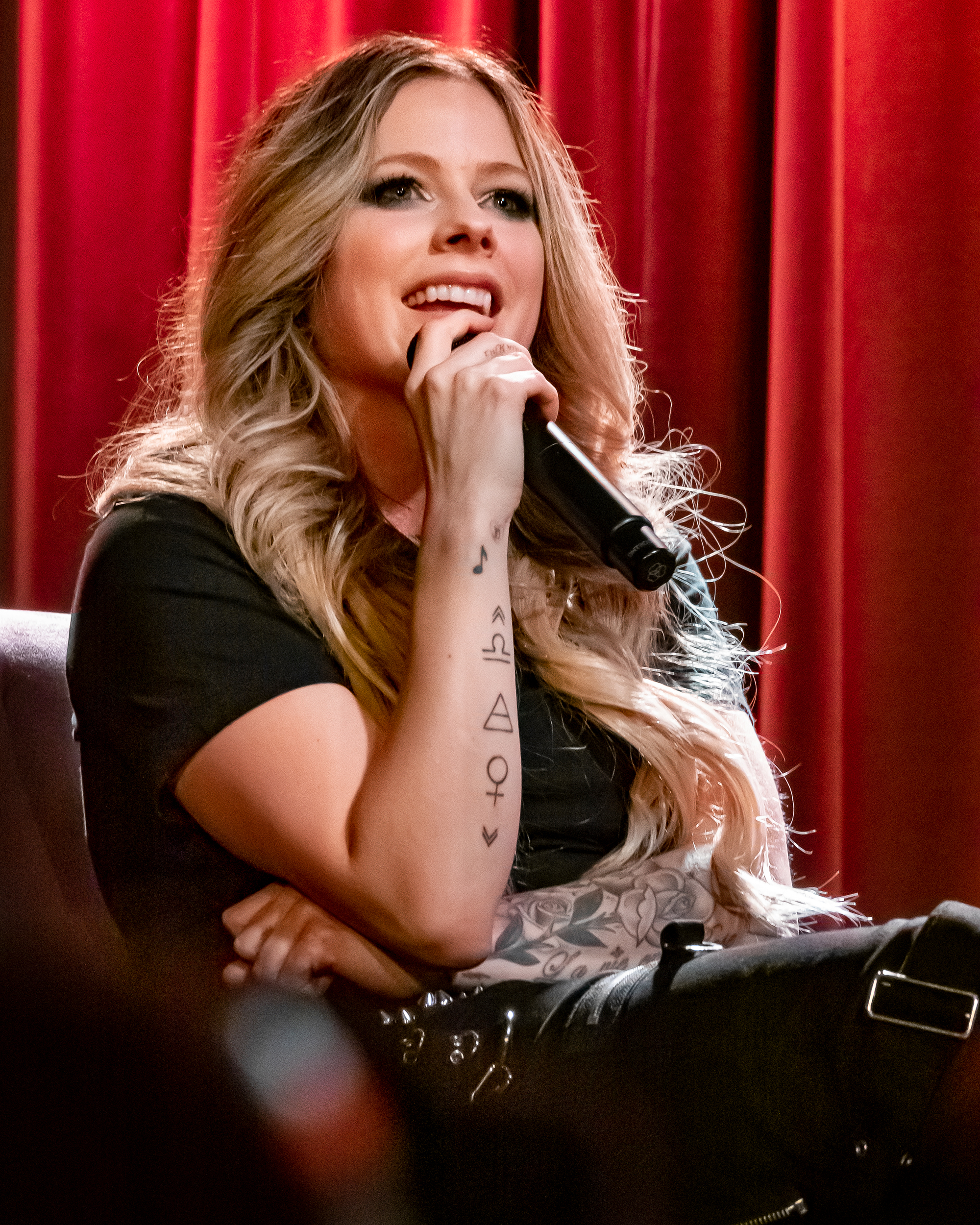
Avril Lavigne (* 27. září)

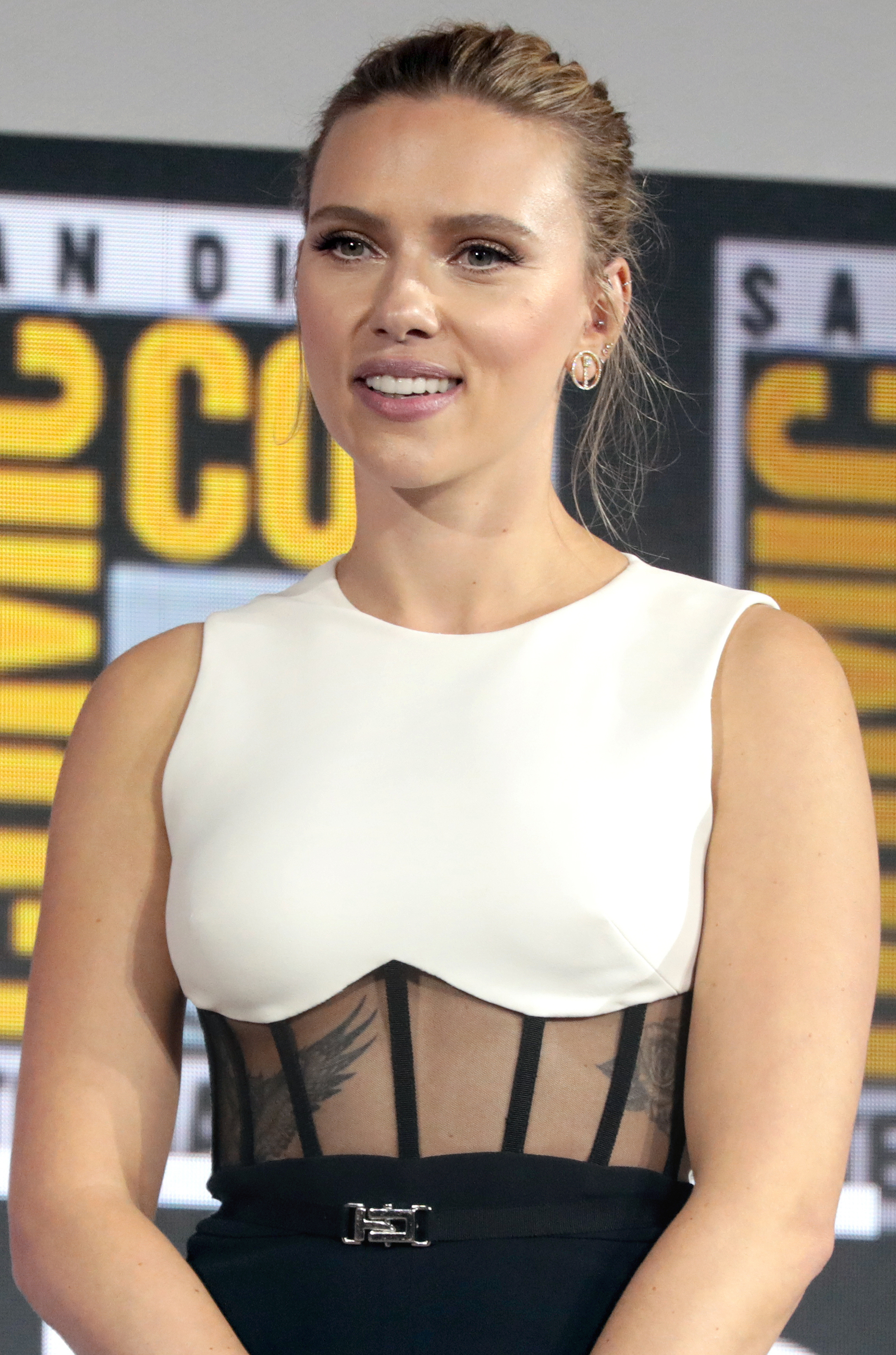
Scarlett Johanssonová (* 22. listopadu)

  - Paolo Guerrero, peruánský fotbalista
  - Chad Timberlake, americký basketbalista
- 7. ledna
  - Max Riemelt, německý herec
  - Marcelo Bosch, argentinský ragbista
- 08. ledna – Kim Čong-un, severokorejský vůdce
- 10. ledna – Ariane Friedrichová, německá atletka, výškařka
- 17. ledna – Calvin Harris, skotský zpěvák, producent a DJ
- 21. ledna – Luke Grimes, americký herec
- 23. ledna – Arjen Robben, nizozemský fotbalista
- 25. ledna – Robinho, brazilský fotbalista
- 30. ledna – Kid Cudi, americký rapper
- 03. února – Elizabeth Holmesová, americká podnikatelka
- 07. února – Alí Mohammadí, íránský zápasník
- 15. února – Dorota Rabczewska, polská zpěvačka
- 16. února – Oussama Mellouli, tuniský plavec
- 27. února
  - Akseli Kokkonen, finský skokan na lyžích
  - Rhys Williams, velšský atlet, sprinter
- 09. března – Julia Mancusová, americká alpská lyžařka, olympijská vítězka v obřím slalomu
- 10. března – Olivia Wildeová, americká herečka
- 12. března – Jaimie Alexander, americká herečka
- 18. března – Michael Schmid, švýcarský akrobatický lyžař
- 20. března
  - Fernando Torres, španělský fotbalista
  - Christy Carlson Romano, americká herečka a zpěvačka
- 25. března – Katharine McPhee, americká zpěvačka
- 26. března
  - Drew Mitchell, australský ragbista
  - Arťom Sedov, ruský šermíř
- 30. března – Helena Mattssonová, švédská herečka
- 31. března
  - Jack Antonoff, americký hudebník
  - Martins Dukurs lotyšský skeletonista
- 3. dubna – Selina Gasparinová, švýcarská biatlonistka
- 8. dubna
  - Austin Ejide, nigerijský fotbalový brankář
  - Ezra Koenig, americký hudebník
- 11. dubna – Nikola Karabatić, francouzský házenkář
- 12. dubna – Luisel Ramos, uruguayská modelka († 2. srpna 2006)
- 16. dubna – Claire Foy, britská herečka
- 18. dubna – America Ferrera, americká herečka
- 20. dubna – Nelson Évora, portugalský atlet, trojskokan
- 01. května – Markus Bendler, rakouský horolezec
- 03. května
  - Admir Alič, bosenský basketbalista
  - Graham Gristwood, britský reprezentant v orientačním běhu
- 11. května – Andrés Iniesta, španělský fotbalista
- 14. května
  - Mark Zuckerberg, americký podnikatel, zakladatel sociální sítě Facebook
  - Olly Murs, britský zpěvák, textař a televizní moderátor
- 17. května
  - Andreas Kofler, rakouský skokan na lyžích
  - Christine Ohuruoguová, britská sprinterka, olympijská vítězka v běhu na 400 m
- 29. května
  - Carmelo Anthony, americký basketbalista
  - Alexej Tiščenko, dvojnásobný olympijský vítěz v boxu
- 31. května
  - Milorad Čavić, srbský plavec
  - Ja'el Grobglas, izraelská herečka
- 08. června – Torrey DeVitto, americká herečka a modelka
- 17. června – John Gallagher, americký herec a hudebník
- 23. června – Duffy, waleská zpěvačka a skladatelka
- 26. června – Aubrey Plaza, americká herečka a stand-up komička
- 27. června – Khloé Kardashian, americká televizní osobnost
- 30. června – Fantasia Barrino, americká zpěvačka
- 07. července – Oleksij Hončaruk, ukrajinský premiér
- 09. července – Blaže Ilijoski, severomakedonský fotbalista
- 11. července – Morné Steyn, jihoafrický ragbista
- 12. července – Amanda Hocking, americká spisovatelka
- 14. července – Mamuka Gorgodze, gruzínský ragbista
- 21. července – Andrea Růžičková, slovenská herečka a modelka
- 29. července – Anna Bessonovová, ukrajinská moderní gymnastka
- 30. července – Gina Rodriguez, americká herečka
- 01. srpna
  - Bastian Schweinsteiger, německý fotbalista
  - Linn-Kristin Riegelhuthová, norská házenkářka
- 02. srpna – Giampaolo Pazzini, italský fotbalista
- 11. srpna – Ljudmila Postnovová, ruská házenkářka
- 12. srpen – Sherone Simpsonová, jamajská atletka
- 13. srpna – Aljona Bondarenková, ukrajinská tenistka
- 14. srpna – Robin Söderling, švédský tenista
- 21. srpna – Alizée, francouzská zpěvačka
- 25. srpna – Denise Tillmanns, německá zpěvačka
- 28. srpna – Anastasia Kuzminová, slovenská biatlonistka
- 03. září – Garrett Hedlund, americký herec
- 06. září
  - Luc Abalo, francouzský házenkář
  - Helena Ekholmová, švédská biatlonistka
- 15. září – Princ Harry, vévoda ze Sussexu, britský princ
- 19. září – Kevin Zegers, kanadský herec a model
- 20. září – Brian Joubert, francouzský krasobruslař
- 22. září – Laura Vandervoort, kanadská herečka
- 27. září – Avril Lavigne, kanadská zpěvačka
- 30. září – T-Pain, americký rapper
- 02. října – Marion Bartoliová, francouzská tenistka a trenérka
- 03. října
  - Ashlee Simpson, americká zpěvačka
  - Gonsalo Uva, portugalský ragbista
- 06. října – Valerie Adamsová, novozélandská atletka, koulařka
- 10. října – Pavel Durov, ruský podnikatel, zakladatel sociální sítě VK
- 18. října – Lindsey Vonnová, americká alpská lyžařka
- 19. října
  - Thundercat, americký hudebník
  - Danka Barteková, slovenská sportovní střelkyně
- 25. října – Katy Perry, americká zpěvačka
- 26. října
  - Mathieu Crepel, francouzský snowboardista
  - Jefferson Farfán, peruánský fotbalista
- 27. října – Kelly Osbourne, britská zpěvačka
- 31. října – Achilleus Ralli, řecký zápasník–judista
- 01. listopadu – Miloš Krasić, srbský fotbalista
- 10. listopadu
  - Ludovic Obraniak, polský fotbalista
  - Arman Adikjan, arménský zápasník
- 12. listopadu – Jen C’, čínská tenistka
- 14. listopadu – Marija Šerifovićová, srbská zpěvačka
- 15. listopadu
  - Amy Craggová, americká atletka, běžkyně
  - Katarina Bulatovićová, černohorská házenkářka
- 21. listopadu – Jena Malone, americká herečka
- 22. listopadu – Scarlett Johanssonová, americká herečka
- 23. listopadu – Lucas Grabeel, americký herec, zpěvák a tanečník
- 24. listopadu – David Booth, americký hokejista
- 26. listopadu
  - Antonio Puerta, španělský fotbalista († 28. srpna 2007)
  - Jeremy Lusk, americký freestylový motokrosový jezdec († 10. února 2009)
- 27. listopadu – Sanna Nielsen, švédská zpěvačka
- 28. listopadu
  - Marc-André Fleury, kanadský lední hokejový brankář
  - Mary Elizabeth Winsteadová, americká herečka
- 03. prosince
  - Avraam Papadopoulos, řecký fotbalista
  - Constança Araújo, portugalská malířka
- 08. prosince – Emma Greenová, švédská atletka, výškařka
- 12. prosince – Daniel Agger, dánský fotbalista
- 15. prosince – Martin Škrtel, slovenský fotbalista
- 16. prosince – Theo James, britský herec
- 20. prosince – Bob Morley, australský herec
- 22. prosince – Basshunter, švédský zpěvák, hudební producent a DJ
- 28. prosince – Debatik Curri, kosovsko-albánský fotbalový obránce
- 30. prosince – LeBron James, americký basketbalista
- 31. prosince – Corey Crawford, kanadský lední hokejista
- neznámé datum
  - Chunhua Li, čínská sportovní lezkyně
  - Mohsen Beheshti Rad, íránský horolezec
  - Audrey Mbugua, keňská transgender aktivistka

## Úmrtí
Automatický abecedně řazený seznam existujících biografií viz Kategorie:Úmrtí v roce 1984

### Česko

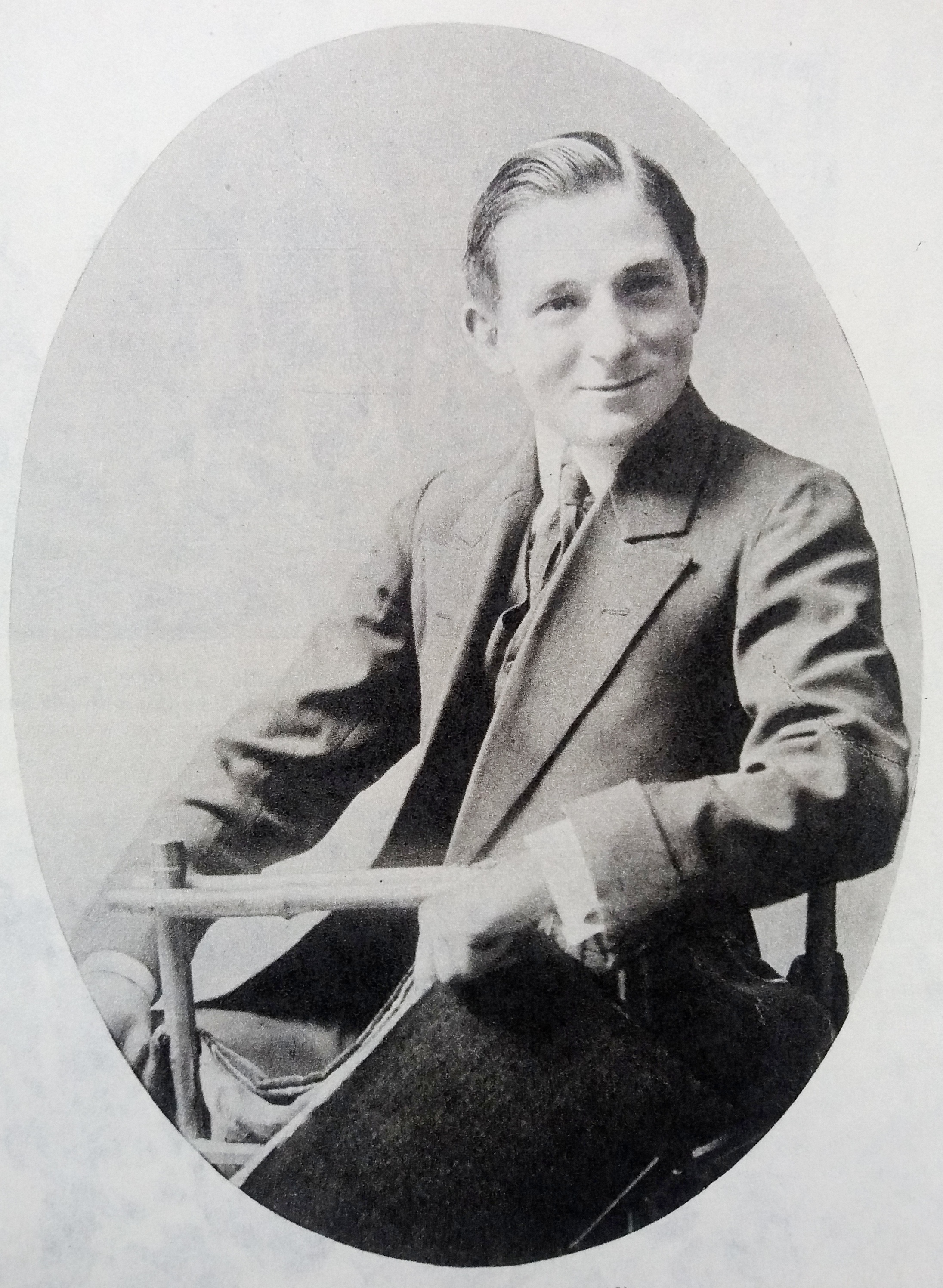
František Kovářík († 1. října)

- 2. ledna – Jan Vlček, letecký konstruktér (* 10. července 1922)
- 18. ledna – Jiří Mayer, právník a spisovatel (* 23. července 1902)
- 20. ledna – Bohumil Menšík, československý voják a příslušník operace Destroyer (* 11. listopadu 1927)
- 30. ledna – Josef Kuhn, varhaník a hudební skladatel (* 17. dubna 1911)
- 31. ledna – Josef Charvát, lékař, zakladatel české endokrinologie (* 6. srpna 1897)
- 14. února – Bohumil Trnka, jazykovědec a literární historik (* 3. června 1895)
- 17. února
  - Karel Kolský, fotbalista (* 21. září 1914)
  - František Hieke, příslušník Obrany národa a zahraničního protinacistického odboje (* 3. července 1893)
- 19. února – Jaroslav Pošvář, numismatik a profesor správního práva (* 1. října 1900)
- 24. února – Otto František Babler, překladatel, spisovatel, básník, literární historik (* 26. ledna 1901)
- 25. února – Michael Florian, grafik (* 3. června 1911)
- 28. února – Bohuš Hradil, herec a režisér (* 27. června 1905)
- 11. března – Libuše Paserová, operní pěvkyně (* 8. dubna 1900)
- 12. března – Jindřich Schmidt, rytec (* 24. června 1897)
- 22. března – Jaroslav Pecháček, prozaik, výtvarník a publicista (* 11. dubna 1909)
- 29. března – Aleš Černý, malíř (* 10. listopadu 1920)
- 2. dubna – Lubor Matouš, orientalista (* 2. listopadu 1908)
- 5. dubna – Jaroslav Kratochvíl, protektorátní ministr průmyslu, obchodu a živností (* 1. května 1901)
- 14. dubna – Alois Lukášek, malíř (* 12. října 1911)
- 15. dubna – Čeněk Pícha, hokejista (* 17. května 1921)
- 3. května – Vilém Wünsche, malíř (* 1. prosince 1900)
- 10. května – Václav Zykmund, výtvarný kritik, malíř a fotograf (* 18. června 1914)
- 12. května – Jaroslav Kučera, fotbalista (* 28. ledna 1905)
- 18. května – Zdenka Hrnčířová, operní pěvkyně (* 27. ledna 1913)
- 25. května – Antonín Devátý, houslista, dirigent a hudební skladatel (12. června 1903)
- 28. května – Karel Aliger, fotograf (* 9. září 1916)
- 2. června – Marie Fischerová-Kvěchová, malířka a ilustrátorka (* 24. března 1892)
- 11. června – Bedřich Rozehnal, architekt (* 2. června 1902)
- 27. června – Metoděj Habáň, kněz, filozof a spisovatel (* 11. září 1899)
- 28. června
  - Milan Chladil, zpěvák (* 8. února 1931)
  - Bohumil Zlámal, kněz, historik a profesor církevních dějin (* 21. prosince 1904)
- 30. června – Karel Michal, spisovatel, scenárista a dramatik (* 28. prosince 1932)
- 2. července – Bedřich Fučík, literární kritik, historik, editor a překladatel (* 4. ledna 1900)
- 8. července – Josef Kratochvíl, fotbalista (* 9. února 1905)
- 12. července – Viktor Boháč, odbojář a národněsocialistický politik (* 16. října 1904)
- 18. července – Jiří Bradáček, sochař (* 27. června 1922)
- 23. července – Andrej Barčák, ministr zahraničního obchodu ČSSR (* 19. ledna 1920)
- 3. srpna – Přemysl Freiman, režisér a televizní redaktor (* 15. října 1921)
- 6. srpna – Marie Vášová, herečka (* 16. května 1911)
- 8. srpna
  - Vladimír Pachman, šachový skladatel a publicista (* 16. dubna 1918)
  - Svatopluk Sova, fotograf (* 18. ledna 1913)
- 9. srpna – Ivan Poldauf, jazykovědec (* 15. září 1915)
- 13. srpna – Pavel Bareš, architekt (* 15. května 1904)
- 14. srpna – Václav Vejsada, spisovatel (* 10. ledna 1921)
- 23. srpna – Victor Fürth, architekt a pedagog židovského původu (* 16. února 1893)
- 29. srpna – Cyril Bouda, malíř (* 14. listopadu 1901)
- 3. září – Jan Zábrana, básník, prozaik, esejista a překladatel (* 4. června 1931)
- 9. září
  - Walter Kaufmann, americký hudební vědec, skladatel a dirigent, narozený v Čechách (* 1. dubna 1907)
  - Jiří Dohnal, herec a režisér (* 12. srpna 1905)
- 11. září – Augusta Machoňová-Müllerová, architektka, bytová návrhářka a publicistka (* 24. ledna 1906)
- 19. září – Evžen Hadamczik, fotbalista (* 28. října 1939)
- 21. září – Václav Dvořák, brněnský stavitel a architekt (* 20. září 1900)
- 1. října – František Kovářík, herec (* 1. října 1886)
- 13. října – Josef Suchý, fotbalista (* 16. listopadu 1905)
- 15. října
  - František Vicena, herec a divadelní pedagog (* 24. června 1933)
  - Otto Novák, fotbalista (* 22. března 1902)
- 16. října – Jiří Jelínek, malíř, jazzový trumpetista (* 6. července 1922)
- 21. října – Dalibor C. Vačkář, hudební skladatel (* 19. září 1906)
- 29. října – Jan Budík, účastník Československého protinacistického odboje (* 5. července 1905)
- 14. listopadu – Milan Hašek, biolog, lékař a imunolog (* 4. října 1925)
- 16. listopadu – Augustin Malý, generální vikář českobudějovické diecéze (* 26. srpna 1908)
- 17. listopadu – Jan Novák, klavírista a hudební skladatel (* 8. dubna 1921)
- 18. listopadu – Karel Klapálek, voják, armádní generál (* 26. května 1893)
- 20. listopadu – Antonín Hřebík, politik a odbojář (* 24. února 1902)
- 22. listopadu – Karel Paťha, překladatel, autor povídek (* 29. prosince 1915)
- 24. listopadu – Radim Servít, profesor ČVUT (* 31. července 1921)
- 5. prosince – Jaromír Zápal, ilustrátor, malíř a spisovatel (* 18. března 1923)
- 6. prosince – Václav Razik, katolický kněz, biskup podzemní církve (* 10. září 1921)
- 14. prosince – Karel Dittler, dramatik, režisér a herec (* 27. září 1910)
- 17. prosince – Josef Beneš, antroponomastik a bohemista (* 11. ledna 1902)
- 29. prosince – Maxmilian Martischnig, odbojář během druhé světové války (* 7. července 1912)
- neznámé datum – Jaroslav Černý, malíř (* 1. června 1904)

### Svět

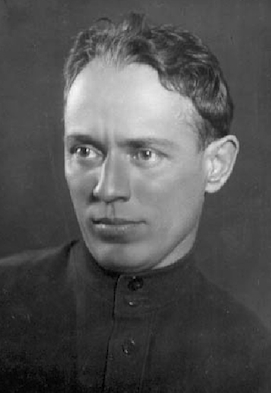
Michail Alexandrovič Šolochov († 21. února)

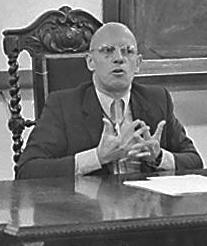
Michel Foucault († 25. června)

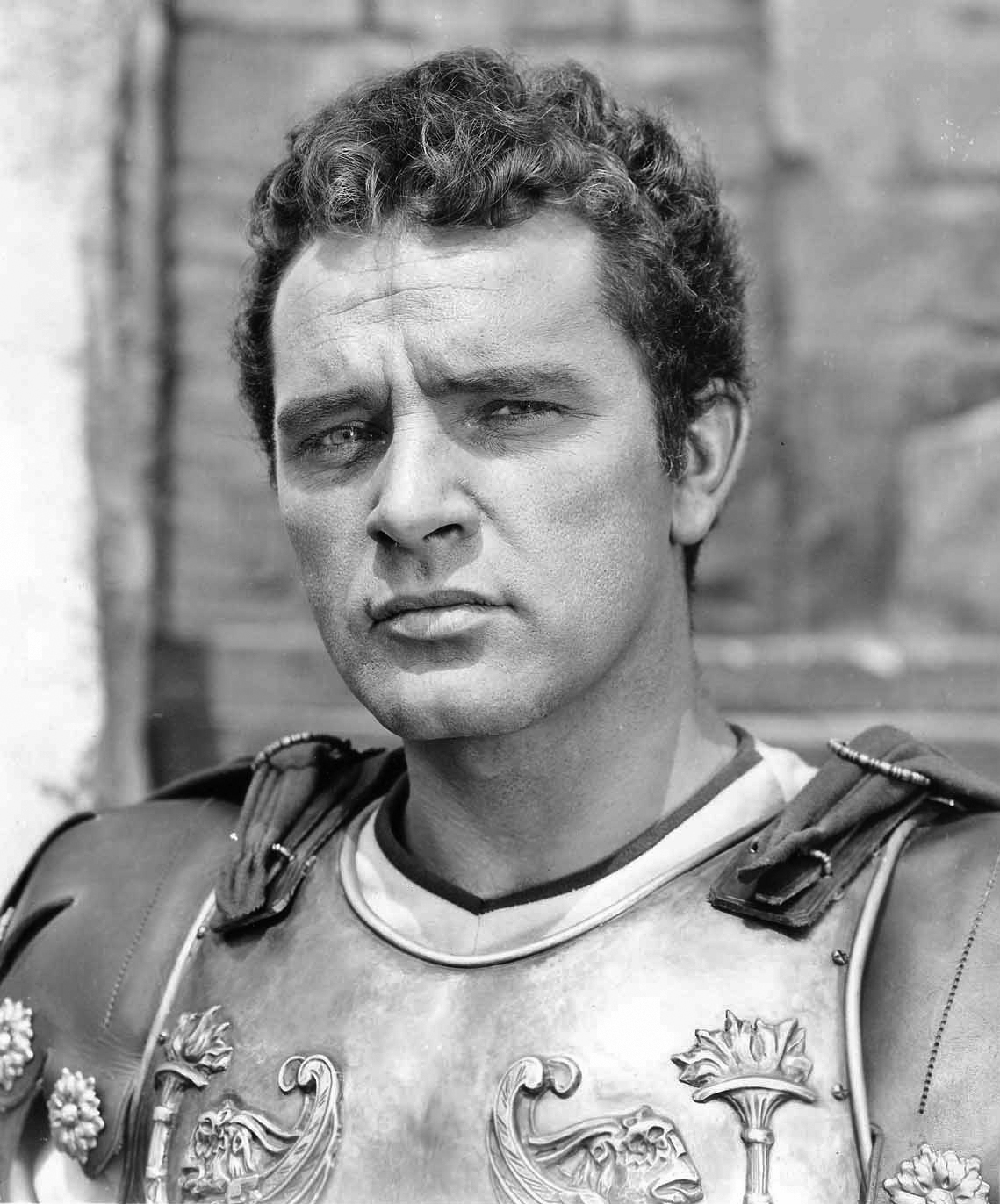
Richard Burton († 5. srpna)

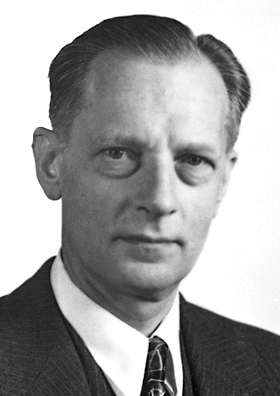
Carl Ferdinand Cori († 20. října)

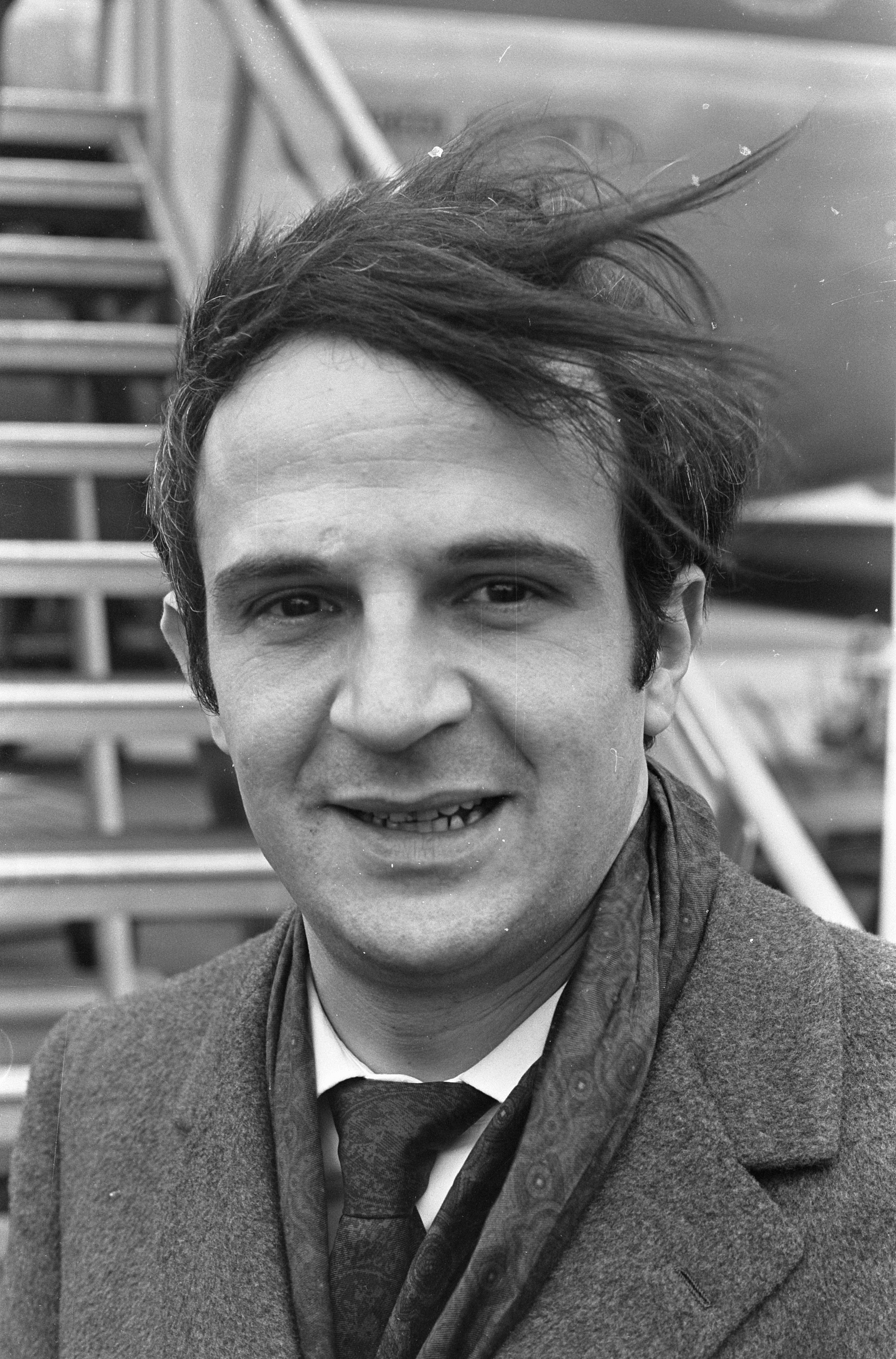
François Truffaut († 21. října)

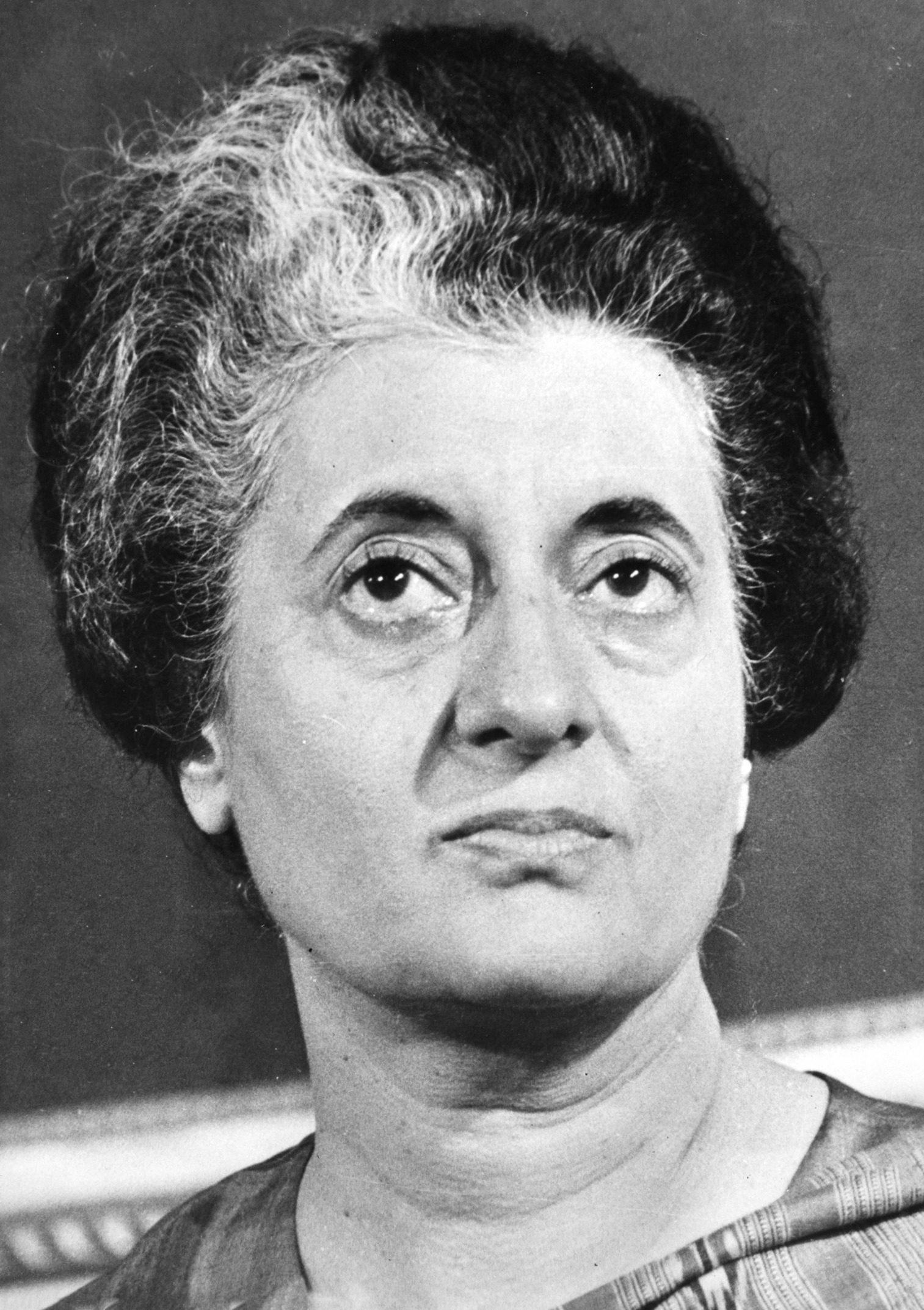
Indira Gándhíová († 31. října)

- 1. ledna – Alexis Korner, britský bluesový hudebník (* 19. dubna 1928)
- 7. ledna – Alfred Kastler, francouzský fyzik (* 3. května 1902)
- 8. ledna – Baba Sali, marocký sefardský rabín a kabalista (* 26. září 1890)
- 10. ledna – Toivo Loukola, finský olympijský vítěz 1928 (* 2. října 1902)
- 14. ledna – Ray Kroc, americký podnikatel českého původu (* 5. října 1902)
- 17. ledna – Vlado Bednár, slovenský spisovatel (* 11. února 1941)
- 20. ledna – Johnny Weissmüller, americký plavec a filmový herec (* 2. června 1904)
- 21. ledna
  - Alan Marshall, australský spisovatel (* 2. května 1902)
  - Gottfried Toskánský, rakouský arcivévoda a titulární toskánský velkovévoda (* 14. března 1902)
- 22. ledna – Chajim Perelman, belgický filozof (* 20. května 1912)
- 5. února
  - Františka Hrušovská, slovenská a československá odbojářka a politička (* 19. prosince 1914)
- 6. února – Jorge Guillén, španělský básník, pedagog a literární kritik (* 18. ledna 1893)
- 8. února – Philippe Ariès, francouzský historik (* 21. července 1914)
- 9. února – Jurij Andropov, nejvyšší představitel Sovětského svazu (* 15. června 1914)
- 12. února – Julio Cortázar, argentinský spisovatel (* 26. srpna 1914)
- 19. února – Claude Hopkins, americký jazzový klavírista a aranžér (* 24. srpna 1903)
- 21. února – Michail Alexandrovič Šolochov, ruský spisovatel (* 24. května 1905)
- 23. února
  - Uwe Johnson, německý spisovatel (* 20. července 1934)
  - Maurice Tabard, francouzský portrétní fotograf (* 12. července 1897)
- 26. února – Kosťantyn Daňkevyč, ukrajinský hudební skladatel, klavírista a pedagog (* 24. prosince 1905)
- 1. března – Peter Walker, britský automobilový závodník (* 7. září 1912)
- 5. března – Pierre Cochereau, francouzský varhaník a skladatel (* 9. července 1924)
- 6. března – Martin Niemöller, německý protestantský teolog (* 14. ledna 1892)
- 15. března – Ken Carpenter, americký olympijský vítěz v hodu diskem (* 19. dubna 1913)
- 17. března – Konstantin Badigin, sovětský spisovatel a kapitán dálné plavby (* 30. listopadu 1910)
- 19. března
  - Garry Winogrand, americký fotograf (* 14. ledna 1928)
  - Richard Bellman, americký matematik (* 26. srpna 1920)
- 22. března – Wacław Wycisk, polský biskup (* 11. února 1912)
- 24. března – Ladislav Bielik, slovenský fotograf (* 28. května 1939)
- 26. března
  - Ahmed Sékou Touré, první guinejský prezident (* 9. ledna 1922)
  - Branko Ćopić, srbský spisovatel a básník (* 1. ledna 1915)
- 30. března – Karl Rahner, německý teolog (* 5. března 1904)
- 1. dubna – Marvin Gaye, americký soulový zpěvák (* 2. dubna 1939)
- 4. dubna
  - Maximilian Fretter-Pico, generál dělostřelectva německého Wehrmachtu (* 6. února 1892)
  - Oleg Antonov, ruský letecký konstruktér (* 7. února 1906)
  - Joan Ponc, katalánský malíř (* 28. listopadu 1927)
- 5. dubna
  - Robert Adams, anglický sochař (* 5. října 1917)
  - Giuseppe Tucci, italský orientalista (* 5. června 1894)
  - Arthur Travers Harris, velitel bombardovacího letectva Royal Air Force (* 13. dubna 1892)
- 8. dubna – Pjotr Leonidovič Kapica sovětský fyzik, nositel Nobelovy ceny (* 8. července 1894)
- 17. dubna – Mark W. Clark, americký generál (* 1. května 1896)
- 18. dubna – Ze'ev Šerf, ministr financí Izraele (* 21. dubna 1904)
- 22. dubna – Ansel Adams, americký fotograf a spisovatel (* 20. února 1902)
- 23. dubna – Red Garland, americký hardbopový pianista (* 13. května 1923)
- 26. dubna
  - Helge Løvland, norský olympijský vítěz v desetiboji (* 11. května 1890)
  - Count Basie, jazzový hudebník, kapelník a skladatel (* 21. srpna 1904)
- 30. dubna – Zelda, izraelská básnířka (* 20. června 1914)
- 1. května – Štefan Kukura, slovenský chirurg (* 27. července 1914)
- 3. května – Ross Taylor, kanadský hokejista, zlato na OH 1928 (* 26. dubna 1902)
- 4. května – Diana Dorsová, anglická herečka a zpěvačka (* 23. října 1931)
- 5. května – Kurt Martti Wallenius, finský generál, politik a spisovatel (* 25. července 1893)
- 8. května
  - Herbert Matter, americký fotograf a grafický designér (* 25. dubna 1907)
  - Borys Antonenko-Davydovyč, ukrajinský spisovatel a překladatel (* 5. srpna 1899)
- 11. května – Ferdinand Schneider, německý chemik (* 18. června 1911)
- 13. května – Stanisław Ulam, americký matematik (* 13. dubna 1909)
- 16. května
  - Andy Kaufman, americký komik a herec (* 17. ledna 1949)
  - Irwin Shaw, americký spisovatel (* 27. února 1913)
- 28. května – Eric Morecambe, britský komik (* 14. května 1926)
- 19. června – Lee Krasnerová, americká malířka (* 27. října 1908)
- 22. června
  - Janusz Gaudyn, polský lékař a spisovatel (* 25. února 1935)
  - Dill Jones, velšský klavírista (* 19. srpna 1923)
- 24. června – Anton Popovič, slovenský literární historik a teoretik (* 27. července 1933)
- 25. června – Michel Foucault, francouzský filozof a psycholog (* 15. října 1926)
- 26. června – Albert Dailey, americký jazzový klavírista (* 16. června 1939)
- 28. června – Jiga'el Jadin, archeolog a místopředseda vlády Izraele (* 21. března 1917)
- 30. června
  - Lillian Hellmanová, americká spisovatelka (* 20. června 1905)
  - Henri Fabre, francouzský průkopník letectví (* 29. listopadu, 1882)
- 3. července – Rudolf Pribiš, slovenský sochař (* 19. března 1913)
- 8. července – Brassaï, maďarský fotograf a sochař (* 9. září 1899)
- 10. července – Samuel Adamčík, slovenský divadelní a filmový herec (* 23. července 1904)
- 17. července – Karl Wolff, nejvyšší velitel SS a policie v Itálii (* 13. května 1900)
- 20. července
  - Marko Ristić, srbský spisovatel (* 20. června 1904)
  - Gabriel Andrew Dirac, anglický matematik (* 13. března 1925)
- 25. července – Uladzimir Karatkevič, běloruský spisovatel, básník, dramatik (* 26. listopadu 1930)
- 26. července – Ed Gein, americký sériový vrah (* 27. srpna 1906)
- 27. července – James Mason, anglický herec (* 15. května 1909)
- 5. srpna – Richard Burton, britský herec (* 10. listopadu 1925)
- 8. srpna – Walter Tevis, americký povídkář a romanopisec (* 28. února 1928)
- 11. srpna – Marcel Balsa, francouzský automobilový závodník (* 1. ledna 1909)
- 13. srpna – Tigran Petrosjan, arménský šachista, mistr světa v šachu (* 17. června 1929)
- 15. srpna – Norman Petty, americký hudebník, skladatel a producent (* 25. května 1927)
- 25. srpna
  - Truman Capote, americký spisovatel a herec (* 30. září 1924)
  - Kevin Lynch, americký urbanista (* 7. ledna 1918)
- 29. srpna – Muhammad Nadžíb, egyptský prezident (* 20. února 1901)
- 4. září – Henryk Łowmiański, polský historik (* 22. srpna 1898)
- 6. září – Ernest Tubb, americký zpěvák a skladatel (* 9. února 1914)
- 7. září – Josip Slipyj, řeckokatolický arcibiskup a kardinál (* 17. února 1892)
- 9. září – Walter Kaufmann, hudební vědec, skladatel, pedagog a dirigent, narozený v Čechách (* 1. dubna 1907)
- 14. září – Janet Gaynorová, americká herečka (* 6. října 1906)
- 24. září
  - Pierre Emmanuel, francouzský básník (* 3. května 1916)
  - Zuzka Zguriška, slovenská spisovatelka (* 13. dubna 1900)
- 26. září – Shelly Manne, americký jazzový bubeník (* 11. června 1920)
- 14. října – Martin Ryle, britský radioastronom, nositel Nobelovy ceny (* 27. září 1918)
- 16. října – Jozef Psotka, slovenský horolezec (* 12. února 1934)
- 17. října – Alberta Hunter, americká bluesová zpěvačka (* 1. dubna 1895)
- 19. října
  - Jerzy Popiełuszko, polský kněz zavražděný příslušníky komunistické tajné policie (* 14. září 1947)
  - Henri Michaux, francouzský malíř, spisovatel a básník (* 24. května 1899)
- 20. října
  - Carl Ferdinand Cori, americko-rakouský biochemik, nositel Nobelovy ceny (* 5. prosince 1896)
  - Paul Dirac, britský teoretický fyzik, (* 8. srpna 1902)
- 21. října – François Truffaut, francouzský režisér (* 6. února 1932)
- 25. října – Richard Brautigan, americký spisovatel (* 30. ledna 1935)
- 29. října – Howard Hibbard, americký historik umění (* 23. května 1928)
- 31. října
  - Eduardo De Filippo, italský dramatik, herec a básník (* 24. května 1900)
  - Indira Gándhíová, indická politička a předsedkyně vlády (* 19. listopadu 1917)
- 2. listopadu – Toni Hiebeler, rakouský horolezec a spisovatel (* 5. března 1930)
- 8. listopadu – Carl Junghans, německý filmový režisér (* 7. října 1897)
- 11. listopadu – Blagoje Nešković, srbský premiér (* 11. února 1907)
- 20. listopadu – Alexander Moyzes, slovenský skladatel (* 4. září 1909)
- 6. prosince – Viktor Šklovskij, spisovatel a filmový scenárista (* 24. ledna 1893)
- 8. prosince
  - Volodymyr Čelomej, sovětský raketový konstruktér (* 30. června 1914)
  - Walter Ciszek, americký jezuita polského původu, oběť komunismu (* 4. listopadu 1904)
  - Robert Jay Mathews, vůdce řádu The Order, skupiny amerických bílých nacionalistů (* 16. ledna 1953)
- 14. prosince – Vicente Aleixandre, španělský básník (* 26. dubna 1898)
- 16. prosince – Wilson Rawls, americký spisovatel (* 24. září 1913)
- 20. prosince
  - Stanley Milgram, americký sociální a experimentální psycholog (* 15. srpna 1933)
  - Dmitrij Fjodorovič Ustinov, ministr obrany Sovětského svazu (* 30. října 1908)
- 24. prosince – Peter Lawford, americký herec britského původu (* 7. září 1923)

## Hlavy státu
Evropa:
- Československo – prezident Gustáv Husák
- Vatikán – papež Jan Pavel II.
- Sovětský svaz
  - předseda prezidia Nejvyššího sovětu a generální tajemník KSSS Jurij Andropov
  - předseda prezidia Nejvyššího sovětu a generální tajemník KSSS Konstantin Černěnko
- Francie – prezident François Mitterrand
- Velká Británie
  - královna Alžběta II.
  - (fakticky) předsedkyně vlády Margaret Thatcher
- Spolková republika Německo
  - prezident Karl Carstens
  - prezident Richard von Weizsäcker
  - (fakticky) kancléř Helmut Kohl
- Dánsko – královna Markéta II.
- Španělsko – král Juan Carlos I.
- Nizozemsko – Beatrix

Ostatní:
- Čína – předseda ČLR Li Sien-nien
- USA – prezident Ronald Reagan
- Kuba – předseda státní rady Fidel Castro
- SSSR
  - Nikolaj Andrejevič Tichonov (předseda Rady ministrů SSSR)
  - Andrej Andrejevič Gromyko (předseda prezídia Nejvyššího sovětu)

### Digitální archivy k roku 1984
- Dokumentární cyklus České televize Retro – rok 1984
- Pořad stanice Český rozhlas 6 Rok po roce – rok 1984
- Rudé právo v archivu Ústavu pro českou literaturu – ročník 64 rok 1984